# Eugene Lipinski
Eugene Lipinski est un acteur et scénariste britannique, né le 5 novembre 1956 à Wansford Camp (Royaume-Uni).

## Filmographie

### comme acteur
- 1979 : Guerre et Passion (Hanover Street) : 1st German Clerk
- 1979 : Tinker, Tailor, Soldier, Spy (en) (feuilleton TV) : Czech guard
- 1979 : Yanks : Barman in Ireland
- 1980 : Enquête sur une passion (Bad Timing) : Hospital Policeman
- 1980 : Superman 2 : Newsvendor
- 1981 : Outland ...loin de la terre (Outland) : Cane, Suicide in Elevator
- 1981 : Shock Treatment : Kirk
- 1982 : Firefox, l'arme absolue (Firefox) : KGB Agent
- 1982 : Travail au noir (Moonlighting) : Banaszak
- 1982 : La Taupe (Smiley's People) (feuilleton TV) : De Silsky
- 1982 : Le Choix de Sophie (Sophie's Choice) : Polish Professor
- 1983 : Octopussy : Head VOPO
- 1984 : Cold Warrior (feuilleton TV)
- 1985 : Gulag (TV) : Yuri
- 1986 : Riders of the Storm : Ace
- 1987 : Going Home : Maj. Bannerman
- 1987 : Superman 4 (Superman IV: The Quest for Peace) : Cosmonaut Space Walker
- 1989 : Love and Hate: The Story of Colin and Joanne Thatcher (TV) : Garry Anderson
- 1989 : Leviathan : Russian Ship Captain
- 1989 : Indiana Jones et la Dernière Croisade (Indiana Jones and the Last Crusade) : G-Man
- 1990 : Perfectly Normal : Hopeless
- 1991 : Heading Home (TV) : Juliusz Janowski
- 1993 : The Diary of Evelyn Lau (TV) : Joe
- 1994 : Boozecan : Braston
- 1994 : Double enquête à Hamelin (Strange and Rich)
- 1994 : Guitarman (TV) : Del McAllister
- 1994 : Femmes en prison (Against Their Will: Women in Prison) (TV)
- 1995-1997 : Chair de poule (Goosebumps) (TV) : Rocky (voix) / Mr. Mortman
- 1995 : Strauss: The King of 3/4 Time (TV) : Taubber Blaut
- 1995 :  Excès de confiance (Never Talk to Strangers) : Dudakoff
- 1996 : Harriet la petite espionne (Harriet the Spy) : George Waldenstein
- 1997 : Clockwork (TV)
- 1997 : Affliction : J. Battle Hand
- 1997 : Major Crime (TV) : Sgt. Ormsby
- 1998 : Conquest (en) : Glenn Boychuk
- 1998 : More Tears (série TV) : Producer
- 1998 : Johnny 2.0 (TV) : Phil
- 1998 : Aldrich Ames - Agent trouble (Aldrich Ames: Traitor Within) (TV) : Vlad
- 1999 : Foolish Heart (série TV) : The Owner
- 1999 : Spenser: Small Vices (TV) : Grey Man / Rugar
- 1999 : Water Damage : David King
- 1999 : Dead Aviators (TV) : Mr. Martin
- 2000 : À la frontière du cœur (Borderline Normal) : Mr. Dickens
- 2000 : Mission secrète sur internet (Mail to the Chief) (TV) : Yuri, KGB
- 2000 : L'Élue (Bless the Child) : Stuart
- 2000 : Miracle en Alabama (The Miracle Worker) (TV) : Proctor
- 2001 : Maximum Capacity : Eli
- 2001 : Solitude : Father Gregory
- 2001 : A Glimpse of Hell (TV) : Skelley
- 2001 : Century Hotel : George
- 2001 : Who Is Cletis Tout? : Falco
- 2002 : Rollerball : Yuri Kotlev
- 2002 : Master Spy: The Robert Hanssen Story (TV) : Stanislav Andropov
- 2002 : Everybody's Doing It (TV) : Mr. Greene
- 2003 : La Recrue (The Recruit) : Husky Man
- 2003 : The Risen (TV) : Darren Knowles
- 2003 : Jinnah - On Crime: White Knight, Black Widow : Jake Davidson
- 2004 : The Lost Angel : Detective Zilinski
- 2004 : Human Cargo (feuilleton TV) : Anthony Dalton
- 2004 : Irish Eyes : Angelo Zagliardi
- 2005 : Bailey's Billion$ : Leo
- 2005 : Intelligence (TV) : Martin
- 2006 : Canada Russia '72 (TV) : Anatoly Tarasov
- 2009 : Alice (TV) : les docteurs Dee et Dum
- 2013 : The Art of the Steal de Jonathan Sobol
- 2018 : Siberia
- 2019 : The Informer

### comme scénariste
- 1990 : Perfectly Normal